# Vltavská kaskáda

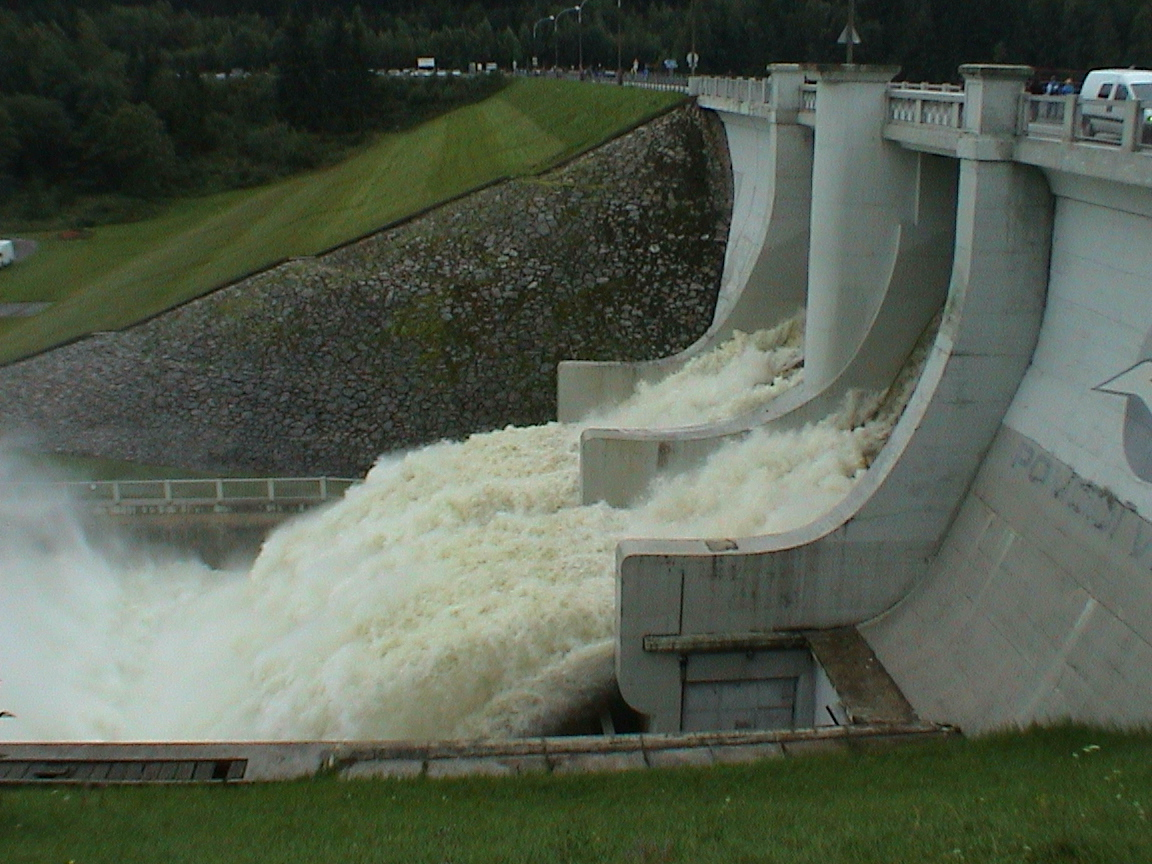
Hráz vodní nádrže Lipno při povodních v roce 2002

Vltavská kaskáda je soustava devíti vodních děl na řece Vltavě, vybudovaných po etapách mezi lety 1930 a 1992.
Do Vltavské kaskády patří přehrada zadržující největší objem vody z českých nádrží (Orlík) i přehrada největší co do plochy hladiny (Lipno).
Vodní elektrárny v přehradách kaskády produkují elektrický výkon až 750 MW.

## Přehled přehrad
| Říční km | Přehradní jezero | Výstavba  | Nadmořská výška m | Rozloha km² | Délka km | Šířka km | Maximální hloubka m | Objem tis. m³ | Vodní elektrárna | Plavební komora    |
| -------- | ---------------- | --------- | ----------------- | ----------- | -------- | -------- | ------------------- | ------------- | ---------------- | ------------------ |
| 329,540  | Lipno I          | 1952–1959 | 725,6             | 48,70       | 48,0     | 10,0     | 21,5                | 306 000       | VE Lipno I       | není               |
| 319,120  | Lipno II         | 1952–1959 | 563,4             | 0,33        | 7,0      |          | 11,5                | 1 685         | VE Lipno II      | není               |
| 210,390  | Hněvkovice       | 1986–1992 | 370,1             | 2,68        |          |          | 27,0                | 21 100        | VE Hněvkovice    | dokončena v r.2010 |
| 200,405  | Kořensko         | 1986–1991 | 353,6             |             |          |          |                     |               | VE Kořensko      | PK Kořensko        |
| 144,700  | Orlík            | 1954–1966 | 353,6             | 27,30       | 68,0     |          | 74,0                | 720 000       | VE Orlík         | PK Orlík           |
| 134,730  | Kamýk            | 1956–1962 | 284,6             | 1,95        | 10,0     |          | 17,0                | 12 800        | VE Kamýk         | PK Kamýk           |
| 91,694   | Slapy            | 1951–1954 | 270,6             | 13,92       | 43       |          | 58,0                | 270 000       | VE Slapy         | PK Slapy           |
| 84,440   | Štěchovice       | 1937–1945 | 219,4             | 1,14        | 9,4      |          | 22,5                | 11 200        | VE Štěchovice    | PK Štěchovice      |
| 71,325   | Vrané            | 1930–1936 | 200,1             | 2,51        | 13,0     |          | 9,7                 | 11 100        | VE Vrané         | PK Vrané           |

## Historie
První jezy na Vltavě byly stavěny už za Ferdinanda I., spolu s dalšími úpravami zlepšujícími splavnost.
V letech 1640–1643 strahovské opatství na žádost Ferdinanda III. odstranilo skalisko Horní slap, které nebezpečně zasahovalo do poloviny řečiště. Na zbytku skály byl na památku vztyčen Ferdinandův sloup, zvaný též Solný. V roce 1722 k němu přibyla socha svatého Jana Nepomuckého, po níž Svatojánské proudy získaly jméno. Obě památky byly přemístěny pod hráz Slapské nádrže poblíž budovy elektrárny.
První ucelený projekt usplavnění Vltavy mezi Mělníkem a Českými Budějovicemi zpracovala roku 1894 firma Lanna a Vering. V té době byla Vltava hojně využívaná pro voroplavbu a klasickou plavbu, zejména přepravu dřeva, kamene a soli.
Po první světové válce se objevuje námět na postavení dvou vysokých přehrad, u Slap a u Orlíku. Nový, energetický zájem se dostal do střetu s dosavadními hospodářskými zájmy. První dvě vodní díla kaskády, Vrané a Štěchovice, byla budována ve 30. letech 20. století, ještě s ohledem na plavební účely.

## Význam
Ačkoliv účelem výstavby prvních děl Vltavské kaskády byla výroba elektrické energie, po druhé světové válce byla upřednostněna akumulační funkce a z ní vyplývající nadlepšení průtoků na Vltavě a na dolním Labi.
Vltavské nádrže mají význam především energetický (výroba el. energie v hydroelektrárnách, zejména při špičkovém odběru) a ochranný před povodněmi. 
Vedlejšími přínosy jsou usplavnění některých částí Vltavy, stabilizace hladiny pro odběr vody k průmyslovým účelům i pro výrobu pitné vody a dále vytvoření nových rekreačních míst.
Vodní hospodaření na Vltavě umožňuje též ovlivnit splavnost Labe pod Mělníkem.
Kaskáda je podle platného manipulačního řádu schopna zcela zastavit povodeň do velikosti dvacetileté vody a povodně větší zmírnit (transformovat).
Například během povodně v roce 2002, byl max. přítok do VD Orlík v hodnotě 3900 m3·s−1, překračující úroveň tisícileté povodně, snížen transformací na VD Orlík o 800 až 900 m3·s−1.
Taky technické řešení a architektura přehrad je předmětem obdivu.
Výstavba přehrad však znamenala také zničení jedinečných přírodně i historicky cenných míst, například Svatojánských proudů a mnoha vesnic i osad; ukončila taky tradiční vltavskou voroplavbu.
Výstavbou se stabilizovala teplota řeky pod přehradami, takže v Praze už Vltava v zimě obvykle mimo slepá ramena nezamrzá, zatímco v létě je v ní naopak voda pro koupání příliš chladná.
Upraven musel být zámek Orlík a rozebrán a znovu sestaven Kostel svatého Bartoloměje v Červené z 12. století.
U Žďákova překlenul Vltavu jednoobloukový Žďákovský most s největším rozpětím jednoho oblouku v Evropě.